# Tour d'Escoute
La tour d'Escoute est située à Penne-d'Agenais, en Lot-et-Garonne.

## Histoire
D'après Lucile Bourrachot, le barrage ou "payssière" de Lestaque sur le Lot a dû être reconstruit en 1308. Il est mentionné en 1311 dans une enquête faite par Guillaume Cazes, juge d'Agen, à la demande du roi d'Angleterre. Il fait partie des onze barrages qui ont été construits sur le Lot à la fin du XIIIe siècle à la demande du roi d'Angleterre dans le bailliage de Penne. Pour accaparer les droits de péage, les seigneurs des environs ont fait construire à proximité des édifices fortifiés.
Il est connu au XVe siècle sous le nom d'Escoute. Il est alors la possession des familles de Lustrac et de Laduguie. Comme pour d'autres sites de barrages sur le Lot, une tour seigneuriale a été construite à proximité pour en assurer le contrôle. La tour d'Escoute actuelle date de la 2e moitié du XVe siècle. Elle a peut-être été reconstruite par Jean de Laduguie, qualifié de « sieur de la Tour de Lestanch » en 1482.
La seigneurie d'Escoute est détenue par la famille Labrunie. Les Labrunie d'Escoute sont cités dès le XVIIe siècle. Ils ont dû faire construire le logis qui flanque la tour.
La tour a été percée d'une porte au rez-de-chaussée en 1776, d'après la date gravée sur son agrafe.
Le logis a été agrandi et une aile en retours d'équerre a été construite, probablement pour Pierre de Montalembert, neveu de Jean-François de La Brunie, seigneur d'Escoute, qui semble avoir hérité de la maison noble après 1777, date de son mariage au château du Rodier avec Marie Thérèse de Barrail. On trouve une description de la maison noble dans le procès-verbal de saisi révolutionnaire de ses biens. Elle est décrite comme une « maison de quatre chambres en haut, deux antichambres et corridor, cuisine en bas, cave, chay et écurie, [...] jardin, charmille et ormière ». Les dispositions de cette maison ont peu changé par rapport à ce qu'on peut voir sur le plan cadastral de 1830. La propriété est alors détenue par les frères Bonnefoux de Penne.
La tour a été inscrite au titre des monuments historiques le 10 janvier 1964,.